# Ronaldo (Braziliaans voetballer)
Ronaldo Luís Nazário de Lima (Braziliaanse uitspraak: [ʁoˈnawðu ˈlwiʒ nɐˈzaɾju dʒ ˈɫĩmɐ]; Rio de Janeiro, 18 september 1976 ), beter bekend als Ronaldo, is een Braziliaans oud-profvoetballer. Hij wordt beschouwd als een van de beste spelers ooit. Hij speelde in zijn thuisland voor Cruzeiro, waar zijn carrière begon, en Corinthians, waar hij in 2011 zijn loopbaan beëindigde. Tussendoor kwam hij in Europa uit voor PSV, FC Barcelona, Internazionale, Real Madrid en AC Milan. Namens Brazilië scoorde Ronaldo 62 keer in 98 interlands en won hij met zijn vaderland vijf hoofdprijzen, waaronder twee wereldtitels.
Hij werd uitgeroepen tot Wereldvoetballer van het Jaar in 1996, 1997 en 2002. Zijn bekendste bijnaam luidt O Fenômeno ("Het Fenomeen"). Ondanks zijn vele successen als speler werd zijn carrière afgeremd door steeds terugkerende knieblessures. Ook kampte hij in de latere jaren van zijn carrière met overgewicht, waardoor ook wel naar hem verwezen wordt als "dikke Ronaldo", om een onderscheid te maken met Cristiano Ronaldo.
Sinds september 2018 is Ronaldo clubeigenaar van Real Valladolid nadat hij 51% van de clubaandelen kocht. In december 2021 kocht hij voor $ 70 miljoen een meerderheidsbelang in zijn jeugdclub Cruzeiro.

## Clubcarrière

### Cruzeiro
Na de aandacht van diverse scouts getrokken te hebben als jeugdspeler bij São Cristóvão, werd Ronaldo getipt bij Cruzeiro. Eerder was hij afgewezen door Flamengo, de club waar hij als kind fan van was. Bij Cruzeiro maakte Ronaldo in 1993 zijn debuut op 16-jarige leeftijd. Dat seizoen won hij met Cruzeiro de Copa do Brasil, het Braziliaanse bekertoernooi. Hij vergaarde nationale media-aandacht door vijf keer te scoren in een wedstrijd tegen EC Bahia.

### PSV Eindhoven
In 1994 maakte Ronaldo de overstap naar Europa. Door zijn transfer naar PSV trad hij in de voetsporen van landgenoot Romário, die er het mooie weer maakte tussen 1988 en 1993. In zijn eerste seizoen was Ronaldo meteen goed voor 30 doelpunten in 33 competitiewedstrijden. Ook op continentaal niveau maakte de vlot scorende tiener indruk: in de UEFA Cup scoorde hij een hattrick tegen Bayer Leverkusen. Verder liet hij zich zien met dribbels en overstapjes. Na afloop van de wedstrijd liet het Duitse icoon Rudi Völler zijn bewondering blijken over de Braziliaan. Ondanks de drie doelpunten van Ronaldo wonnen de Duitsers met 5-4 en was de club uit Eindhoven uitgeschakeld.
In het seizoen 1995/96 miste Ronaldo een deel van het seizoen door een blessure. Toch was hij nog goed voor 12 goals in 13 competitiewedstrijden. PSV sleepte dat seizoen de KNVB beker in de wacht. Na twee jaar PSV, waarin hij een sterk spitsenduo vormde met Luc Nilis en alles bij elkaar 54 doelpunten maakte in 57 wedstrijden, telde FC Barcelona in de zomer van 1996 zo'n 34 miljoen gulden neer voor Ronaldo, omgerekend zo'n 15 miljoen euro, een recordbedrag.

### FC Barcelona
Hij zou daar maar één seizoen spelen, waarin hij in 37 wedstrijden 34 maal scoorde en daarmee de Trofeo Pichichi als topscorer van de Primera División won. Met Barcelona won hij de Europacup II. In deze finale nam Ronaldo, vanaf de stip, het enige doelpunt in de finale tegen het Franse Paris SG voor zijn rekening.
Op 20-jarige leeftijd werd Ronaldo als de beste speler van de wereld aangezien. Hij was Wereldvoetballer van het jaar in 1996 en 1997.

### Internazionale
Al op een jonge leeftijd werd Ronaldo tot de grootste voetballers ooit gerekend. Na de succesvolle jaren bij PSV en Barcelona, vertrok hij naar Internazionale waar hij het moeilijk had met vele concurrenten, zoals de Chileen Iván Zamorano en de Italiaan Christian Vieri, maar hij maakte alle verwachtingen waar door 25 doelpunten te maken in zijn eerste seizoen. Zo sleepte hij de prijs voor de beste buitenlandse debuterende spits in de wacht.
Ronaldo stond behalve om zijn goals echter ook bekend om zijn blessureleed. Toen hij na een zware knieblessure en maandenlang revalideren zijn rentree maakte, zakte hij reeds na 7 minuten weer door diezelfde knie. Na nog eens 20 maanden revalidatie, maakte Ronaldo op 4 april 2002 zijn rentree voor de Nerazzuri, toen hij in de halve finale van de UEFA Cup als invaller twintig minuten meespeelde tegen Feyenoord. Hierdoor was Ronaldo maar net op tijd hersteld voor het WK in Japan en Zuid-Korea.
Door zijn grootse prestaties tijdens het WK 2002, ontvangt hij de titels Europees en Wereldvoetballer van het jaar. Real Madrid wilde ten koste van alles Het Fenomeen in het witte shirt van Los Merengues krijgen. Diens clubpresident Florentino Pérez wilde van Real Madrid de grootste en beste club ter wereld maken door het aantrekken van louter stervoetballers. Voor aanvang van het seizoen 2002/2003 vertrok Ronaldo, ondanks zijn verleden bij FC Barcelona, naar Real Madrid.

### Real Madrid
Nadat eerder Luís Figo en Zinédine Zidane naar Real Madrid kwamen, volgde in 2002 ook de gewaagde overstap voor Ronaldo. Het team bestaande uit deze stervoetballers, kreeg de naam Los Galácticos (De Buitenaardsen). Ronaldo krijgt rugnummer 11 toegewezen.

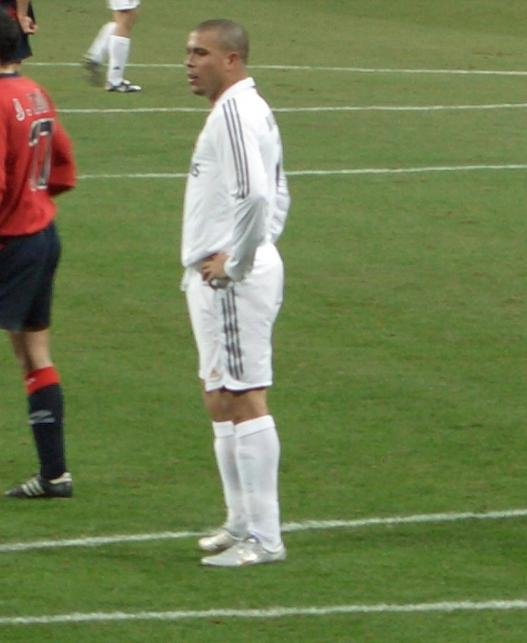
Ronaldo in het witte shirt van Los Merengues (december 2005).

Ronaldo maakt zijn debuut met Real op 6 oktober 2002. Hij komt het veld op in de 63ste minuut en maakt zijn eerste doelpunt in de 64ste minuut. Nog geen kwartier later hing zijn tweede tegen de netten. In zijn eerste drie seizoenen bij Real Madrid, lopende van 2002 tot 2005, vergaart Ronaldo 68 officiële doelpunten in de 97 wedstrijden waarin hij aantrad.
Er is echter kritiek op de spits. Ook de liefhebbers van Ronaldo erkennen een verschil in speelstijl vergeleken met de atletische Ronaldo uit de jaren 90. Ondanks zijn doelgemiddelde en indrukwekkende statistieken, wordt Ronaldo door de fans van Real Madrid afgerekend op zijn blessureleed, houding en overgewicht. Dit levert hem de bijnaam El Gordo (De Dikke) op. Hoewel hij productief blijft voor zijn ploeg, presteert Real Madrid in de competitie beneden verwachting. Ronaldo werd door de hoofdcoach regelmatig buiten de selectie gelaten vanwege zijn overgewicht. Hierdoor overweegt de gevallen topspits een mogelijk vertrek aan het einde van het seizoen. Diverse clubs lieten direct van zich horen, waaronder oude liefde Internazionale en AC Milan.
Op 30 januari 2007 wordt bekendgemaakt dat Ronaldo in het tussenseizoen van 2006-2007 Real Madrid dan toch verlaat. Hij vertrekt naar AC Milan, waar hij met behulp van de bekende en grootse medische staf hoopt zijn carrière nieuw leven in te blazen.

### AC Milan
In januari 2007 keert Ronaldo terug naar het stadion waar hij in het verleden prachtige dingen liet zien, hoewel hij nu spits is bij AC Milan en niet bij zijn oude club Internazionale. Hij zal daar spelen met het rugnummer 99, omdat rugnummer 9 al gebruikt werd door Filippo Inzaghi. Bij aankomst in Italië wordt Ronaldo spontaan weer respectvol Il Fenomeno genoemd en niet meer El Gordo zoals in Madrid het geval was.
De bekende en vermaarde medische staf van AC Milan verklaart bovendien dat Ronaldo, anders dan wat de Madrilenen altijd leken te eisen, niet mag vermageren. Ronaldo's spiermassa zou in evenwicht zijn en hieraan mag in het belang van zijn gezondheid niet getornd worden. In korte tijd slaagt Ronaldo er bij AC Milan in om te tonen dat hij, ondanks zijn voor een aanvaller al niet meer zo jeugdige leeftijd, nog steeds tot de beste voetballers ter wereld behoort. In zijn eerste halve seizoen bij AC Milan scoort Ronaldo 7 doelpunten in 14 officiële duels. In die periode haalt AC Milan ook de Champions League binnen. Ronaldo mag echter niet aantreden met Milan in de prestigieuze competitie omwille van eerdere selecties bij Real Madrid in dezelfde Champions League-editie.
De eerste helft van het seizoen 2007/2008 is een moeilijke periode voor zowel AC Milan als een voortdurend in de lappenmand liggende Ronaldo. Ronaldo speelt voor nieuwjaar slechts mee in één wedstrijd; waarin een overwinning geboekt werd in de serie A (1-2 bij Cagliari). Er zijn in het tussenseizoen geruchten van een transfer naar RC Flamengo, een club uit Ronaldo's geboortestad Rio de Janeiro. AC Milan beslist echter om de spits niet te laten vertrekken. Zijn contract loopt normaal af in de zomer van 2008.
Op 13 januari 2008 is het eindelijk allemaal zo ver: Ronaldo staat weer eens aan de aftrap. Namens AC Milan was Ronaldo de sterkhouder met 2 doelpunten. Exact een maand later, op 13 februari 2008, scheurt Ronaldo zijn kruisband af van zijn linkerknie tijdens de competitiewedstrijd tegen Livorno (1-1).
In juli 2008 nodigde PSV Ronaldo uit om in Eindhoven te revalideren van zijn knieblessure en daarna eventueel weer aan de slag te gaan bij de landskampioen. Dit ging niet door en per 2009 ging Ronaldo daardoor aan de slag bij Corinthians.

### SC Corinthians

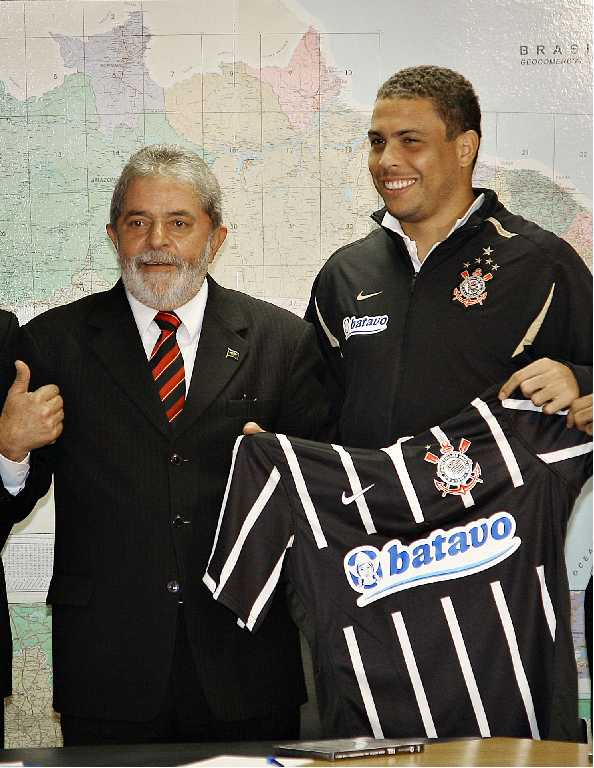
Ronaldo als speler van Corinthians met president Luiz Inácio Lula da Silva.

Op 4 maart 2009 maakte hij, na lang blessureleed, als invaller zijn debuut voor Corinthians in het bekerduel tegen Itumbiara EC. In 2009 won hij met Corinthians de Copa do Brasil. Ronaldo scoorde in de met 4-2 van Internacional gewonnen finale. Voor de club was het de derde eindwinst in dit toernooi, voor Ronaldo de tweede.
Op 14 februari 2011 kondigde Ronaldo aan te stoppen met voetballen omdat zijn lichaam het niet meer aankon. Naast zijn blessureleed had hij ook last van hypothyreoïdie, waardoor hij sukkelde met zijn gewicht. Zijn pijnlijke blessures en de uitschakeling van zijn club in de Copa Libertadores hadden zijn beslissing te stoppen versneld. Alles bij elkaar speelde Ronaldo 69 wedstrijden voor Corinthians, waarin hij nog goed was voor 35 goals.

## Internationale carrière

### Braziliaans voetbalelftal
Ronaldo speelde op drie verschillende WK's (zie hieronder) en won met zijn land de Copa America in 1997 en 1999. Bij de Olympische Spelen van 1996 veroverden de Brazilianen de bronzen medaille. Bovendien veroverde hij in 1997 de Confederations Cup.

#### WK 1998
Als Wereldvoetballer van het jaar in 1996 en 1997, ontstonden er voor aanvang van het WK 1998 een hoop verwachtingen rondom Ronaldo. Hij scoorde weliswaar vier doelpunten en behaalde de finale, maar een epilepsie-aanval bedierf de finale voor Ronaldo en Brazilië verloor kansloos met 3-0 van Frankrijk, onder meer door een sterk spelende Zinédine Zidane. Later zou er kritiek komen op de bondscoach, omdat Ronaldo bij zijn insult of een vermeend hartinfarct bijna gestikt was in zijn tong. Het laten spelen van de spits zou daarom onverantwoord zijn geweest.
De WK-finale in Parijs was voor Ronaldo geen geheel nieuwe ervaring. Hij was er op 17-jarige leeftijd reeds bij toen Brazilië in 1994 de wereldtitel behaalde op het wereldkampioenschap in de VS. Italië werd geklopt na het nemen van strafschoppen, maar Ronaldo kwam die wedstrijd niet van de bank af.

#### WK 2002
Door de problemen met zijn hardnekkige knieblessure geraakte Ronaldo maar net op tijd fit voor het WK van 2002 in Japan en Zuid-Korea. Brazilië werd ingedeeld in een groep met China, Costa Rica en Turkije. In de openingswedstrijd tegen Turkije bracht Hasan Şaş de Turken op voorsprong. Het was Ronaldo die in de tweede helft gelijkmaakte, en nadat Rivaldo een penalty benutte kort voor het einde van de wedstrijd pakte Brazilië alsnog de overwinning. Tegen China ging het vlotter: na doelpunten van Roberto Carlos, Rivaldo en een penalty van Ronaldinho zette Ronaldo zelf de 4-0-eindstand op het scorebord. Ook in de laatste groepswedstrijd was Ronaldo trefzeker: met twee vroege doelpunten zette hij Brazilië op weg naar een 5-2-zege.

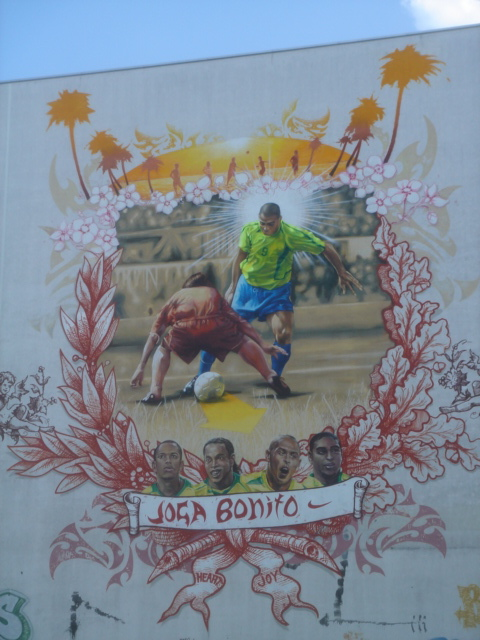
Wandschildering van Ronaldo in Berlijn.

Met negen op negen plaatsten de Goddelijke Kanaries zich als groepswinnaar voor de achtste finale. Hierin was België de tegenstander. Brazilië had het niet gemakkelijk en kwam goed weg toen scheidsrechter Peter Prendergast een kopbaldoelpunt van Marc Wilmots afkeurde wegens een vermeende duwfout. Aan de overkant telde het doelpunt van Rivaldo wél. Ronaldo tekende in de slotfase voor zijn vijfde treffer van het toernooi. In de kwartfinale trof Brazilië Engeland. The Three Lions kwamen op voorsprong via Michael Owen, maar vlak voor de rust maakte Rivaldo gelijk. In de tweede helft verraste Ronaldinho de Engelse doelman David Seaman met een vrije trap: 2-1. Brazilië hield de voorsprong vast en mocht zich opmaken voor de halve finale van het WK. Hierin trof het opnieuw Turkije. Ronaldo scoorde het enige doelpunt van de wedstrijd, zijn zesde van het toernooi. 1-0 dus en een finaleplaats voor Brazilië, dat het tegen Duitsland moest opnemen in de strijd om de wereldtitel. Ronaldo opende de score in de tweede helft toen doelman Oliver Kahn een bal van Rivaldo niet kon klemmen en voor zich uit liet rollen. Met weinig moeite tikte het Fenomeen het leer binnen. Even later schoof hij zijn tweede van de wedstrijd binnen. 2-0 was ook de eindstand. Brazilië vierde zijn vijfde wereldtitel, Ronaldo mocht zich met acht doelpunten topschutter van het WK noemen. Rivaldo deelde de tweede plaats met Miroslav Klose (vijf doelpunten).

#### WK 2006
Op het WK 2006 loopt het de eerste twee wedstrijden (tegen Kroatië en Australië) wat stroef voor Ronaldo. Hij scoort niet en krijgt kritiek in de pers over zijn gewicht en zijn ondermaatse prestaties. In de derde match tegen Japan slaat hij terug en scoort tweemaal. Hiermee evenaart hij het record van Gerd Müller, het hoogst aantal gescoorde goals (14) op WK-eindrondes. In de achtste finale tegen Ghana scoort hij het openingsdoelpunt waardoor hij op dat moment op de eerste plaats stond van het all-time-klassement van WK-topscorers. Ook stijgt hij hiermee boven de 12 goals van de voormalige Braziliaanse sterspeler Pelé uit. Brazilië haalt voor het eerst sinds 4 wereldkampioenschappen voetbal echter de finale niet, na een 1-0 uitschakeling in de kwartfinale door het Frans elftal met een uitstekende Zinédine Zidane. De al niet meer zo jeugdige Ronaldo heeft tegen Frankrijk, in de kwartfinale van het WK 2006 in Duitsland, zijn laatste interland gespeeld.

#### Afscheid
Ronaldo nam afscheid van de nationale ploeg op 7 juni 2011 in de interland tegen Roemenië. Hij viel een kwartier in tijdens het oefenduel met Roemenië (1-0 winst), maar kwam niet tot scoren. Ronaldo kwam in totaal 98 keer in actie voor Brazilië en maakte 62 doelpunten, hetgeen zorgt voor een gemiddelde van 0,63 doelpunt per wedstrijd: nagenoeg twee doelpunten per drie interlands.

## Statistieken
| Seizoen     | Club           | Competitie       | Competitie | Competitie | Competitie | Beker | Beker | Beker | Internationaal | Internationaal | Internationaal | Totaal | Totaal | Totaal |
| Seizoen     | Club           | Competitie       | Wed.       | Dlp.       | Ass.       | Wed.  | Dlp.  | Ass.  | Wed.           | Dlp.           | Ass.           | Wed.   | Dlp.   | Ass.   |
| ----------- | -------------- | ---------------- | ---------- | ---------- | ---------- | ----- | ----- | ----- | -------------- | -------------- | -------------- | ------ | ------ | ------ |
| 1993        | Cruzeiro       | Série A          | 0          | 0          | 0          | 0     | 0     | 0     | 2              | 0              | 0              | 2      | 0      | 0      |
| 1994        | Cruzeiro       | Série A          | 0          | 0          | 0          | 0     | 0     | 0     | 8              | 2              | 0              | 8      | 2      | 0      |
| Club Totaal | Club Totaal    | Club Totaal      | 0          | 0          | 0          | 0     | 0     | 0     | 10             | 2              | 0              | 10     | 2      | 0      |
| 1994/95     | PSV            | Eredivisie       | 33         | 30         | 1          | 1     | 2     | 0     | 2              | 3              | 0              | 36     | 35     | 1      |
| 1995/96     | PSV            | Eredivisie       | 13         | 12         | 3          | 3     | 1     | 1     | 5              | 6              | 2              | 21     | 19     | 6      |
| Club Totaal | Club Totaal    | Club Totaal      | 46         | 42         | 4          | 4     | 3     | 1     | 7              | 9              | 2              | 57     | 54     | 7      |
| 1996/97     | FC Barcelona   | Primera División | 37         | 34         | 9          | 5     | 8     | 2     | 7              | 5              | 1              | 49     | 47     | 12     |
| Club Totaal | Club Totaal    | Club Totaal      | 37         | 34         | 9          | 5     | 8     | 2     | 7              | 5              | 1              | 49     | 47     | 12     |
| 1997/98     | Internazionale | Serie A          | 32         | 25         | 3          | 4     | 3     | 0     | 11             | 6              | 2              | 47     | 34     | 5      |
| 1998/99     | Internazionale | Serie A          | 20         | 14         | 2          | 2     | 0     | 0     | 6              | 1              | 2              | 28     | 15     | 4      |
| 1999/00     | Internazionale | Serie A          | 7          | 3          | 0          | 1     | 0     | 0     | —              | —              | —              | 8      | 3      | 0      |
| 2000/01     | Internazionale | Serie A          | 0          | 0          | 0          | 0     | 0     | 0     | —              | —              | —              | 0      | 0      | 0      |
| 2001/02     | Internazionale | Serie A          | 10         | 7          | 3          | 1     | 0     | 0     | 5              | 0              | 0              | 16     | 7      | 3      |
| Club Totaal | Club Totaal    | Club Totaal      | 69         | 49         | 8          | 8     | 3     | 0     | 22             | 7              | 4              | 99     | 59     | 12     |
| 2002/03     | Real Madrid    | Primera División | 31         | 23         | 5          | 1     | 0     | 0     | 12             | 7              | 3              | 44     | 30     | 8      |
| 2003/04     | Real Madrid    | Primera División | 32         | 24         | 9          | 7     | 3     | 2     | 9              | 4              | 2              | 48     | 31     | 13     |
| 2004/05     | Real Madrid    | Primera División | 34         | 21         | 8          | 1     | 0     | 0     | 10             | 3              | 3              | 45     | 24     | 11     |
| 2005/06     | Real Madrid    | Primera División | 23         | 13         | 2          | 2     | 1     | 0     | 2              | 0              | 0              | 27     | 14     | 2      |
| 2006/07     | Real Madrid    | Primera División | 7          | 1          | 0          | 2     | 1     | 0     | 4              | 2              | 0              | 13     | 4      | 0      |
| Club Totaal | Club Totaal    | Club Totaal      | 127        | 82         | 24         | 13    | 5     | 2     | 37             | 16             | 8              | 177    | 103    | 34     |
| 2006/07     | AC Milan       | Serie A          | 14         | 7          | 5          | 0     | 0     | 0     | —              | —              | —              | 14     | 7      | 5      |
| 2007/08     | AC Milan       | Serie A          | 6          | 2          | 0          | 0     | 0     | 0     | 0              | 0              | 0              | 6      | 2      | 0      |
| Club Totaal | Club Totaal    | Club Totaal      | 20         | 9          | 5          | 0     | 0     | 0     | 0              | 0              | 0              | 20     | 9      | 5      |
| 2009        | Corinthians    | Série A          | 20         | 12         | 5          | 0     | 0     | 0     | —              | —              | —              | 20     | 12     | 5      |
| 2010        | Corinthians    | Série A          | 11         | 6          | 1          | 0     | 0     | 0     | 7              | 3              | 0              | 18     | 9      | 1      |
| 2011        | Corinthians    | Série A          | 0          | 0          | 0          | 0     | 0     | 0     | 2              | 0              | 0              | 2      | 0      | 0      |
| Club Totaal | Club Totaal    | Club Totaal      | 31         | 18         | 6          | 0     | 0     | 0     | 9              | 3              | 0              | 40     | 21     | 6      |
| TOTAAL      | TOTAAL         | TOTAAL           | 330        | 234        | 56         | 30    | 19    | 5     | 92             | 42             | 15             | 452    | 295    | 76     |

## Erelijst
Als speler
 Cruzeiro
- Campeonato Mineiro: 1994
- Copa do Brasil: 1993

 PSV
- KNVB beker: 1995/96

 FC Barcelona
- UEFA Cup Winners Cup: 1996/97
- Copa del Rey: 1996/97
- Supercopa de España: 1996

 Internazionale
- UEFA Cup: 1997/98

 Real Madrid
- Intercontinental Cup: 2002
- Primera División: 2002/03, 2006/07
- Supercopa de España: 2003

 Corinthians
- Campeonato Paulista: 2009
- Copa do Brasil: 2009

 Brazilië
- FIFA WK: 1994, 2002
- CONMEBOL Copa América: 1997, 1999
- FIFA Confederations Cup: 1997

Individueel
- Golden Foot: 2006
- Wereldvoetballer van het jaar: 1996, 1997 en 2002
- Europees voetballer van het jaar: 1997 en 2002
- Europees voetballer van het jaar U21: 1997 en 1998
- Meest waardevolle speler UEFA: 1998
- Golden Boot FIFA World Cup: 2002 (8 doelpunten)
- Bronze Boot FIFA Worldcup: 2006 (3 doelpunten)
- Topscorer Primera División: 1996 (Barcelona), 2003 (Real Madrid)
- Nederlands topscorer: 1995 (PSV)
- Europees topscorer: 1996 (Barcelona)
- Italiaans topscorer: 1997 (Internazionale)
- Beste speler van het jaar: Brazilië 1993
- Topscorer Zuid-Amerika 31 doelpunten (Cruzeiro)
- Zuid-Amerikaans speler van het jaar 1993
- Topscorer Brazilië: 1993 (Cruzeiro)
- Zilver op beste speler van het jaar: 1998
- Brons op beste speler van het jaar: 2003
- Beste speler van Spanje: 1997, 2003 en 2004
- Beste speler van de FIFA World Cup 1998
- Zilver op Europees voetballer van het jaar: 1997-1996
- Golden Ball: beste spits van het moment: 2006
- Career cup: beste voetbalcarrière: 2010

## Dopingperikelen
De coördinator van de dopingcontroles bij de Braziliaanse voetbalbond CBF, Bernardino Santi, beschuldigde PSV ervan Ronaldo op jonge leeftijd anabolen toegediend te hebben waardoor hij in zijn latere carrière veel last had van knieblessures. Santi werd daarop direct ontslagen door de CBF. PSV deed het verhaal af als: "Volstrekt onzinnig". Ronaldo verklaarde vervolgens geen doping te hebben gebruikt.

## Privé
In 1997 ontmoette Ronaldo het Braziliaanse model en actrice Susana Werner. Met haar had de voetballer een relatie en hij woonde met haar in Milaan. Deze relatie hield stand tot 1999. In april 1999 trouwde Ronaldo met de Braziliaans voetbalster Milene Domingues. Hij deed het huwelijksaanzoek vlak na een van haar wedstrijden. Samen met haar heeft hij één zoon. Na vier jaar scheidde het stel.
In 2005 had Ronaldo een relatie met Daniella Cicarelli, een Braziliaans model en veejay bij MTV. Zij raakte zwanger, maar kreeg een miskraam. Desondanks trouwde het stel, maar dit hield drie maanden stand. Daarna had Ronaldo een relatie met het Braziliaanse topmodel Raica Oliveira. Dit duurde tot december 2006.
In 2008 trouwde Ronaldo voor de derde keer, hij heeft inmiddels twee dochters.

## Trivia
- De bekendste bijnaam van Ronaldo luidt Il Fenomeno (Italiaans), O Fenômeno (Braziliaans Portugees), El Fenómeno (Spaans), die allemaal zoveel betekenen als "Het Fenomeen". Tussen 1994 en 1996 was zijn bijnaam Ronaldinho (Kleine Ronaldo), vanwege de aanwezigheid van de oudere Ronaldo Rodrigues de Jesus in het Braziliaans elftal. Deze werd ook wel Ronaldão genoemd, om het onderscheid nog te verduidelijken. Later, toen Ronaldo zelf een gevestigde waarde was, nam de enkele jaren jongere Ronaldinho Gaúcho deze bijnaam over. Naar hem wordt overigens nog altijd verwezen als Ronaldinho.
- Voor de halve finale van het WK 2002 koos Ronaldo voor een bijzonder kapsel. Hij liet zijn hele hoofd scheren, maar liet een halfrondje staan boven zijn voorhoofd. Naar eigen zeggen deed hij dit om de media-aandacht af te leiden van zijn blessureproblemen.[12] Het bizarre kapsel bracht hem overigens geluk, want met doelpunten in de halve finale én de finale verzekerde hij eigenhandig de wereldtitel voor Brazilië.